# Kvenere
Kvenere (svensk: kväner, sommetider stavet kvænere) er navnet på folkegrupper af finsk afstamning i Finland, Norge og Sverige. Ifølge den finske historiker Jouku Vahtola betyder "kvenland" et lavtliggende, fugtigt område, hvad der beskriver egnen ved den inderste del af Bottenviken. Betegnelserne synes at være sprogligt forbundet med det nuværende Kainuu, Kainuunmaa og Kainulaiset, men den teori er omstridt. 

## Forskellig brug af navnet kvener
Ordet kven er brugt om forskellige grupper til forskellige tider.
- Området omkring den nordlige del af den Botniske Bugt kaldes Kvenland, Quenia osv. i forskellige historiske kilder, såsom som Olaus Magnus kort fra 1500-tallet, Ottar fra Hålogaland og flere. Den finsksprogede befolkning her blev betegnet som kvener.

- En gruppe finsktalende som holdt til i Nord-Norge i vikingetiden, middelalderen og senere. Denne gruppe nævnes af Ottar fra Hålogaland og andre kilder, men eksistensen af en betydelig gruppe finsktalende i Nord-Norge i denne periode er omstridt. Nogle forskere mener, at etniske finner bare har boet sporadisk i Nord-Norge, mens andre postulerer en stabil finsktalende befolkning i lange perioder.

- Navnet på den finsktalende minoritet som har eksisteret i Nord-Norge fra 1720'erne og fremover. I flere indvandringsbølger, bestemt af krig og hungersnød i Finland, bosatte finner sig i fjordområdene fra Lyngen i vest til Varanger i øst. Indvandringen nåede toppen i 1860'erne under den sidste store hungersnød i Finland.

Vadsø er kendt som "kvenbyen", og havde 1860'erne et finsktalende flertal. Andre betydelige kvenske samfund i Øst-Finnmark er Vestre Jakobselv (Vadsø), Bugøynes (Sør-Varanger) og Neiden (Sør-Varanger). Specielt i Bugøynes har man bevaret kvensk sprog som hverdagssprog.
I slutningen af 1800-tallet var ca 25% af befolkningen i Finnmark (i Vadsø over 50%), og ca 8% af befolkningen i Troms kvener.

## Nyere tid
Efter at Norge og Finland fik fælles grænse i Pasvikdalen i 1920, blussede den norske frygt for finnerne op, og vedvarede frem til vinterkrigens udbrud. Det, som fremkaldte bekymring på norsk side, var den raske udbygning af Petsamo-området, og finsk propaganda for indlemmelse i Finland af områder, hvor finske minoriteter stod stærkt. Højreekstreme bevægelser som Lappobevægelsen og Akademisk Karelsk Selskab søgte at vinde støtte blandt norske kvener. Som et modtræk igangsatte man udbygning af veje og bosætninger i den norske del af Pasvikdalen. I 1934 kom der en norsk radiosender i Vadsø. Grænseområderne udbyggede bibliotekstjenesten og delte norske ugeblade gratis ud. Paradoksalt nok opnåede bevægelserne for et Stor-Finland dermed kun, at kvener på norsk jord blev langt hurtigere assimileret i det norske samfund, end de ellers ville være blevet. 
Samuli Paulaharju rejste rundt i mellemkrigstiden og tog billeder af kvensk dagligliv. Pga frygten for ekspansion af Stor-Finland, måtte Paulaharju anskaffe et anbefalingsbrev fra en anerkendt nordmand, før han fik lov til at rejse rundt, men alligevel blev hans værk ikke oversat til norsk. 
I 1996 fik kvenerne status som minoritet i Norge, og i 2005 blev kvensk anerkendt som minoritetssprog. I 2004 udkom den første roman på kvensk. 
Den sidste gang, kvenerne blev registreret som egen gruppe var i 1930, hvor der blev registreret 8.215 personer i Troms og Finnmark ud fra sprog. 